# The Many-Colored Land
The Many-Colored Land  este un roman științifico-fantastic american din 1981 de Julian May, prima parte a seriei Saga of the Pliocene Exile (cunoscută ca Saga of the Exiles în Regatul Unit). În 1982 a primit Premiul Locus pentru cel mai bun roman științifico-fantastic.
Romanul stabilește baza seriei introducând povestea fiecăruia dintre personaje. Scopul principal al cărții este de a oferi informații pentru restul seriei, începând povestea principală a seriei abia în partea sa finală.
Personajele descrise în roman sunt cele din Group Green (Elizabeth Orme, Aiken Drum, Felice Landry, Richard Voorhees, Bryan Grenfell, Stein Olsen, Annamaria Roccaro, Claude Majewski) și alte personaje umane aflate în exil (Mercedes Lamballe), cele din The Tanu (Lord Creyn, Lord Velteyn, Nodonn Battlemaster, Lady Epone) și The Firvulag (Yeochee, Pallol One Eye, Fitharn PegLeg).

## Legături externe
- en  Istoria publicării lucrării The Many-Colored Land la Internet Speculative Fiction Database

## Vezi și
- 1981 în științifico-fantastic